# Arne Magnéli
Arne Magnéli, nascut el 6 de desembre de 1914 a Estocolm, mort el 1996, va ser un químic i cristal·lògraf suec. Conegut pel seu treball sobre la determinació de l'estructura d'oxids i aliatges de metalls de transició, incloent l'estudi de les seves sèries homòlogues i del fenomen no estequiomètric.

## Educació i carrera
Magnéli va estudiar a la Universitat d'Estocolm i es va graduar amb una llicència el 1941. Es va traslladar a la Universitat d'Uppsala per dur a terme la seva investigació de postgrau amb Gunnar Hägg, obtenint el seu doctorat el 1950 per a l'estudi dels bronzes de tungstè. El1953 va ocupar una posició al laboratori de química inorgànica i física a la Universitat d'Estocolm i el 1961 es va convertir en professor de química inorgànica a la mateixa institució. i més tard es va convertir en la Càtedra de Química Inorgànica a la universitat fins a la seva jubilació el 1980.
A partir de la seva investigació sobre les estructures dels òxids de metalls de transició, Magnéli va desenvolupar el concepte de dislocacions recurrents, que avui dia es coneix com a cisalla cristal·logràfica. Les fases de Magnéli dels òxids de metalls de transició, com l'òxid de tungstè no estequiomètric, l'òxid de molibdè, l'òxid de titani i l'òxid de vanadi reben el seu nom.

## Honors i premis
El 1965, Magnéli es va convertir en membre del Consell Nacional de Ciències de Suècia i de 1966 a 1973 va ser secretari dels Comitès Nobel de l'Acadèmia Sueca de Ciències, després va continuar com a secretari del Comitè Nobel de Química de l'Acadèmia Sueca de Ciències de 1966 a 1986. Va ser elegit membre de l'Acadèmia Sueca de Ciències el 1970 .Magnéli va rebre el premi Gregori Aminoff de la Reial Acadèmia Sueca de Ciències el 1989.